# Playlist: The Very Best of Backstreet Boys
Playlist: The Very Best of Backstreet Boys è il secondo greatest hits del gruppo musicale pop statunitense Backstreet Boys, pubblicato il 26 gennaio 2010 dall'etichetta Jive/Legacy.
L'album è la raccolta dei quattordici maggiori successi del gruppo dal debutto fino al 2007, per l'occasione rimasterizzati e di registrazioni inedite. Un file PDF incluso nel CD contiene fotografie, testi delle canzoni e altri contenuti.

## Tracce
1. Quit Playing Games (With My Heart) – 3:53
2. As Long as You Love Me – 3:32
3. Everybody (Backstreet's Back) (extended version) – 4:48
4. I'll Never Break Your Heart – 4:47
5. All I Have to Give – 4:36
6. I Want It That Way – 3:34
7. Show Me the Meaning of Being Lonely – 3:55
8. Shape of My Heart – 3:52
9. More Than That – 3:43
10. Drowning – 4:28
11. Larger Than Life – 3:54
12. Incomplete – 4:00
13. Just Want You to Know – 3:53
14. Inconsolable (main version) – 3:36

## Classifiche e certificazioni
| Classifica (2010-15)  | Posizione più alta |
| --------------------- | ------------------ |
| Australia ARIA Charts | 47                 |
| Austria Ö3 Top 40     | 42                 |
| Giappone Oricon       | 17                 |
| Irlanda IRMA          | 221                |

### Certificazioni
| Paese             | Certificazione | Copie certificate |
| ----------------- | -------------- | ----------------- |
| Regno Unito (BPI) | Oro            | 100 000+          |